# Irrel
Irrel település Németországban, Rajna-vidék-Pfalz tartományban. Lakosainak száma 1737 fő (2023. december 31.).

## Népesség
A település népességének változása:
| Lakosok száma | 1196 | 1481 | 1560 | 1594 | 1691 | 1705 | 1737 |
|               | 1975 | 2014 | 2017 | 2019 | 2021 | 2022 | 2023 |